# Blösa
Blösa, obersorbisch Brězowⓘ, ist ein Ortsteil der Gemeinde Kubschütz im sächsischen Landkreis Bautzen. Es zählt zum offiziellen sorbischen Siedlungsgebiet in der Oberlausitz.

## Geographie
Der Rundling befindet sich südlich von Kubschütz im Vorhügelland des Czorneboh-Zuges am Südrand des Kubschützer Granodioritplateaus über dem Tal des Wuischker Wassers, einem rechten Quellbach des Albrechtsbachs. Im Süden erhebt sich der 385 m hohe Weißiger Berg, südwestlich der Mehltheuerberg.

## Geschichte

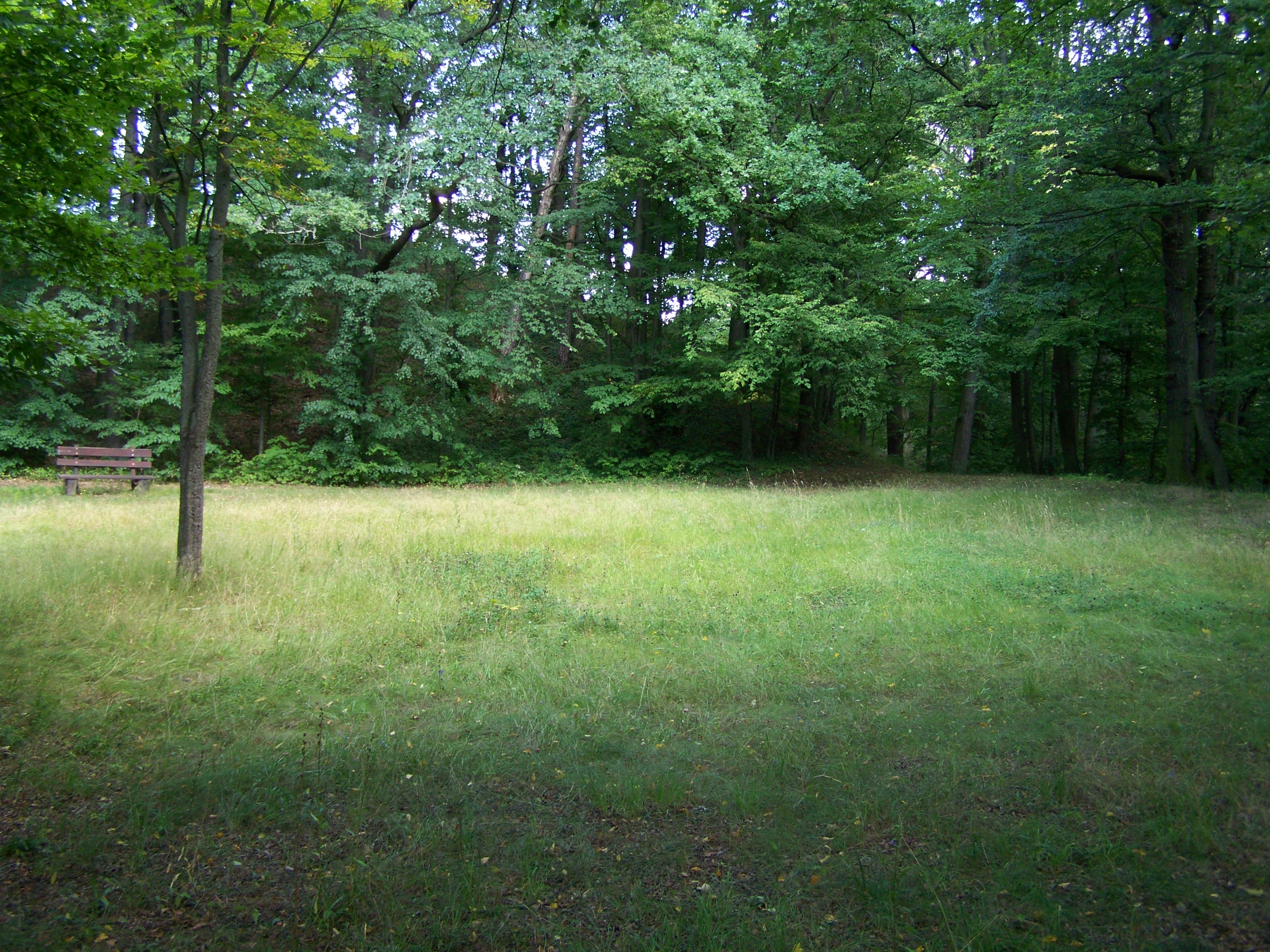
Innenbereich der alten Schanze von Blösa

Die Gemarkung war bereits während der Frühzeit besiedelt, am westlichen Ortsrand wurde ein Gräberfeld der Mittelbronzezeit aus der Zeit um 1200–1000 v. Chr. entdeckt. Über der Skala des Wuischker Wassers entstand später ein slawischer Burgwall, der dem Schutz der Straße von Bautzen über den Wuischker Pass diente.
Blösa war eine slawische Gründung, der Name des Ortes leitet sich vermutlich vom Personennamen „Blěz“ ab. Beim heutigen sorbischen Namen „Brězow“ handelt es sich um eine spätere Umdeutung, die sich auf „brěza“ (Birke) bezieht. Neben dem Rundling entstand während der Kolonisationszeit ein Rittersitz. Die erste Erwähnung des Ortes erfolgte 1430 im Bautzener Hochverratsprozess gegen Peter Preischwitz, bei dem der in königlichen Diensten stehende „Thomis de Blesaw“ als Zeuge auftrat. Ab 1532 gehörte Blösa zu den Bautzener Ratsdörfern. Die Fluren des erloschenen Dorfes Brosa kamen zu Blösa hinzu. Das Vorwerk „Blesaw“ wurde 1625 aufgehoben und seine Gründe an drei Bauern verkauft. Im Laufe der Zeit dehnte sich der Ort bis in den Grund aus; am Wuischker Wasser entstand eine Häuserzeile, in der bis in die zweite Hälfte des 20. Jahrhunderts drei Wassermühlen arbeiteten. Blösa gehört zum Kirchspiel St. Michael in Bautzen. Im Jahre 1950 wurde Blösa nach Kubschütz eingemeindet. Am nördlichen Ortsrand entstand 1956 eine Schweinemastanlage, die 1971 vergrößert wurde. 1968 wurde daneben noch eine Kälberstallanlage für 1800 Tiere errichtet.

## Bevölkerung und Sprache
Für seine Statistik über die sorbische Bevölkerung in der Oberlausitz ermittelte Arnošt Muka in den achtziger Jahren des 19. Jahrhunderts eine Bevölkerungszahl von 134 Einwohnern; darunter waren 133 Sorben und ein Deutscher. Der Sprachwechsel zum Deutschen vollzog sich in Blösa erst in den 1950er Jahren, als erstmals Deutsch Mehrheitssprache war. Seither ist die Zahl der Sorbisch-Sprecher im Ort stetig zurückgegangen.
Im Jahre 1969 hatte Blösa 127 Einwohner.